# Station Oldenzaal EO
Station Oldenzaal EO was het tweede station van de stad Oldenzaal aan het eindpunt van de voormalige spoorlijn Enschede - Oldenzaal en de Tramlijn Oldenzaal - Gronau. Het stationsgebouw, van het type GOLS groot, aan de spoorlijn van de Lokaalspoorwegmaatschappij Enschede – Oldenzaal werd geopend op 10 april 1890. In 1903 werd aan de aansluitende lijn naar het emplacement van station Oldenzaal AS een tweede gebouw neergezet. Het eerste gebouw is in 1963 afgebroken, het tweede gebouw bestaat nog steeds.
0,8: Almelo ·
2,7: Almelo de Riet ·
7,1: Zenderen ·
10,1: Borne ·
15,4: Hengelo ·
Hengelo GOLS ·
17,2: Hengelo Oost ·
26,2: Oldenzaal ·
16,7: Gildehaus ·
13,7: Bad Bentheim ·
Bad Bentheim Nord ·
9,3: Schüttorf ·
0,0: Salzbergen
Almelo · 
-De Riet · 
Borne · 
Daarlerveen · 
Dalfsen · 
Delden · 
Deventer · 
-Colmschate · 
Enschede · 
-De Eschmarke · 
-Kennispark · 
Glanerbrug · 
Goor · 
Gramsbergen · 
Hardenberg · 
Heino · 
Hengelo · 
-Gezondheidspark ·
-Oost · 
Holten · 
Kampen · 
-Zuid ·
Mariënberg · 
Nijverdal · 
Oldenzaal ·
Olst · 
Ommen · 
Raalte ·
Rijssen · 
Steenwijk · 
Vriezenveen · 
Vroomshoop · 
Wierden · 
Wijhe · 
Zwolle · 
-Stadshagen
Stations van de Museum Buurtspoorweg:
Haaksbergen · Zoutindustrie · Boekelo

Voormalige stations: zie de lijst van voormalige spoorwegstations in Overijssel